# Бошкоский, Любе
Любе Бошкоский (макед. Љубе Бошкоски, также известен как Брат Любе; 24 октября 1960, с. Челопек, община Брвеница, СРМ, СФРЮ) — македонский политический и государственный деятель, бывший министр внутренних дел.

## Политическая карьера
13 мая 2001 года Бошкоский назначен министром внутренних дел.
15 сентября 2002 года Бошкоский покидает свой пост и становится депутатом Собрания Республики Македонии.

## Обвинения
Бошскоский был депортирован в Гаагу в тюрьму Схевенинген по обвинению в убийстве 10 албанцев-гражданских лиц 12 августа 2001 года в селе Люботен.
10 июля 2008 года Бошковский был признан невиновным Международным трибуналом по бывшей Югославии в случае Люботен и в августе того же года освобожден.

## Кандидат в президенты
На президентских выборах 2009 года Бошкоский выступает как независимый кандидат и занимает 4 место, получив 14,4 % голосов избирателей.

## Книги
Моја та борба за Македонија (Моя борьба за Македонию).